# Mount Ananke
Mount Ananke ist ein rund 610 m hoher Berg in den Ganymede Heights auf der Alexander-I.-Insel westlich der Antarktischen Halbinsel. Er ragt zwischen Mount Ganymede und Mount Elara auf.
Das UK Antarctic Place-Names Committee benannte ihn 2002 nach dem Jupitermond Ananke.